# Il potere del demone
(R. A. Salvatore, Il potere del demone)
Il potere del demone è il secondo libro della seconda trilogia di Demon Wars, realizzata da R. A. Salvatore. Il romanzo non è il seguito diretto dell'Ascesa del demone ma affronta una trama parallela ad essa che si svolge nelle terre meridionali del mondo di Corona.

## Trama
Il nuovo ranger dei Touel'alfar, Brynn Dharielle, e il suo mentore Belli'mar Juraviel partirono alla volta del To-gai con la missione di liberare i nomadi To-gai-ru dal crudele dominio dei preti yatol behrenesi. Nel loro viaggio verso sud, nei pressi delle falde della catena montuosa Cintura- e- Fibbia vennero attaccati da un'orda di zombie che li catturarono. Al loro risveglio scoprirono che le creature non morte erano al servizio dei Doc'alfar, i cugini perduti dei Touel'alfar, che avevano intenzione di giustiziare i due intrusi e trasformarli inschiavi zombie. Juraviel riuscì a persuadere i pallidi elfi a non massacrarli in virtù dell'antico legame di sangue che legava le razze elfiche: i due vennero così incarcerati e rimessi al giudizio di Re Eltiraaz, il sovrano dei Doc'alfar. 
Il monarca decise di incontrare Juraviel e parlando con lui si convinse a liberare Brynn e ad accoglierli a Tymwyvenne, la città dei Doc'alfar, come amici. Svelata la loro missione a Eltiraaz, questi si offrì di aiutarli, fornendogli Cazira come guida per attraversare le profonde gallerie del Sentiero della Notte Senza Stelle, l'unica via per attraversare la Cintura e Fibbia. Così, Brynn, Juraviel e Cazira si addentrarono nel dedalo di tunnel trovando molto in profondità,  le rovine di una città dei powrie. A giudicare dalle numerose ossa sparse per l'insediamento, i tre dedussero che era stata attaccata da una forza devastante: furono sorpresi però di trovare tra i resti anche le ossa di un uomo e i frammenti di un arco di silvereel. Juraviel riconobbe sull'arma la firma di suo padre e identificò l'uomo come Ehmem Dal, un ranger del To-gai vissuto tre secoli prima. 
Spinti dal desiderio di recuperare Fiamma-che-danza, la spada del defunto guerriero, Brynn, Juraviel e Cazira andarono a caccia del responsabile della strage della città. Giunti in una grotta piena di tesori i tre dovettero affrontare un enorme drago che li sconfisse in poco tempo: Brynn riuscì a recuperare l'arma e a fuggire mentre Juraviel e Cazira caddero nelle grinfie della creatura. Convinta che i suoi amici fossero morti, il ranger continuò il suo viaggio ed emerse dalle buie gallerie trovandosi direttamente nelle erbose steppe del To-gai. Addentrandosi nelle pianure della sua terra natale, Brynn si imbatté nel villaggio di Telliqik, dove venne accolta da Tsolona e Barachuk, un'anziana coppia To-gai-ru, che per lei diventerà una seconda famiglia e che le spiegarono le condizioni in cui versava la  nazione sotto il giogo dei conquistatori. 
La quiete nell'insediamento finì quando Brynn uccise lo yatol locale e la sua guardia del corpo Chezhou-Lei, rei di aver tentato di sottrarre agli abitanti la loro mandria di pony to-gai-ru. Su consiglio di Tsolona, Brynn si unì ai guerrieri di Ashwarawu che si erano resi pericolosi attaccando Douan Cal, il principale insediamento di coloni behrenesi del To-gai. Qui conobbe Pagonel. Un monaco Jhesta Tu che era giunto all'illuminazione e che si era unito agli insorti per adempire alla sua visione. I razziatori di Ashwarawu compirono numerosi attacchi contro gli invasori, e quando scoprirono che la guarnigione di Dharyan era stata spostata per difendere i villaggi dei coloni, non esitarono ad attaccare la città. L'assalto si trasformò in un disastro: i behrenesi tesero loro una trappola a cui solo pochi cavalieri to-gai-ru riuscirono a salvarsi. La stessa Brynn fu ferita gravemente ma per sua fortuna Pagonel la salvò conducendola al tempio dei Jhesta Tu, il Cammino delle Nuvole.
Intanto Belli'mar Juraviel e Cazira erano stati fatti prigionieri dal Drago Agradeleous che pretendeva dal Tuel'alfar storie e leggende sul mondo di Corona per divertirsi: l'elfo tentò la fuga ma inutilmente, e quando spiegò alla creatura i motivi che lo avevano spinto all'evasione, rimase sbalordito nel constatare che non solo il drago l'aveva perdonato ma aveva anche deciso di riemergere dalle gallerie del Sentiero della Notte Senza Stelle e partecipare all'audace impresa di Brynn Dharielle. 
I tre si misero alla ricerca del ranger e , dopo lunghe indagini,  scoprirono che si trovava nel To-gai meridionale, ospite del tempio dei Jhesta Tu. Intanto anche i Chezhou-Lei, l'ordine guerriero al servizio degli yatol, aveva deciso di marciare verso il Cammino delle Nuvole, ma per vendicare la morte di un compagno avvenuta per opera di Pagonel nella battaglia di Dharyan: spinto dalla prudenza il Condottiero Chezru, Yakim Douan, fece però mobilitare solo metà di quegli eccezionali soldati. Lo scontro tra Jhesta Tu e Chezhou-Lei fu violentissimo e si risolse con una vittoria dei monaci solo grazie all'intervento di Agradeleous che gettò scompiglio nell'esercito behrenese. Brynn e i suoi quattro compagni viaggiarono in lungo e in largo per le steppe, fermandosi in ogni villaggio che avevano trovato, ad annunciare l'arrivo del Drago del To-gai e spronando il suo popolo ad unirsi alla sua causa in massa.
L'inizio della campagna di Brynn contro il Condottiero Chezru iniziò con l'operazione Autumnal Nomaduc (Esodo autunnale); in risposta ai segnali luminosi inviati dal ranger sulla groppa del drago, diecimila to-gai-ru abbandonarono di soppiatto i rispettivi insediamenti per raggiungere i punti di raduno prefissati dove venne organizzato l'esercito ribelle. Il ranger con un'audace strategia conquistò Dharyan e fece impiccare lo yatol che la governava. 
Successivamente cacciò via tutti i cittadini behrenesi dalla città, costringendoli a rifugiarsi a Jacintha. Saputo della caduta di Dharyan, il Condottiero Chezru ordinò immediatamente la mobilitazione totale dell'esercito behrenese intenzionato a scatenare contro il To-gai una guerra su vasta scala: due contingenti da 15.000 uomini ciascuno, agli ordini dello yatol Tohen Bardoh, furono inviati verso le steppe con il compito di sottometterle definitivamente. L'armata del Behren con sua sorpresa, trovò la città vuota e abbandonata, perché i to-gai-ru, ben consapevoli di non potere nulla contro la loro forza militare schiacciante, si erano nascosti nel deserto, riforniti e aiutati costantemente da Agradeleous. A quel punto Pagonel si infiltrò a Dharyan per scoprire i piani e le prossime mosse dei behrenesi. 
Qui assistette al tentato assassinio di Merwan Ma, assistente del Condottiero Chezru, da parte di un Chezhou-Lei; il guerriero aveva ricevuto l'ordine direttamente dalla Voce di Dio ma il Jhesta Tu sconvolse tutto, salvando l'attendente tradito da morte certa. Successivamente Pagonel lo portò nell'accampamento to-gai-ru  come prigioniero.
Brynn nei mesi seguenti conquistò Pruda, l'oasi di Garou, Teramen e Alzuth, umiliando l'esercito behrenese e riversando folle di profughi su Jacintha; con i tesori saccheggiati, Brynn comprò i servigi di ogni genere di mercenari, pirati e banditi affinché esasperassero la popolazione behrenese con le loro razzie in ogni angolo della nazione. 
Soddisfatto dell'andamento della guerra, l'esercito To-gai-ru ritornò in patria per riposare e passare l'inverno; il ranger e Agradeleous invece si dedicarono alla sistematica distruzione dei villaggi  dei coloni behrenesi per recuperare rifornimenti con cui sfamare il suo popolo continuamente braccato dagli eserciti del Behren. Le operazioni belliche ricominciarono agli inizi della primavera, quando i ribelli to-gai-ru sfuggirono ad un accerchiamento teso dall'armata di Bardoh e riuscirono a schiacciare Avrou Eesa, la città governata dallo stesso yatol, ridicolizzandolo agli occhi di tutto il Behren. 
Il Condottiero Chezru preoccupato per le crescenti tensioni che si stavano creando fra gli yatol a causa delle vittorie del Drago del To-gai, decise allora di ricorrere al potere della pietra dell'anima per localizzare l'esercito ribelle  e rivelarne la posizione a Tohen Bardoh. In questo modo Yakim Douan riuscì ad annullare il principale vantaggio dei ribelli to-gai-ru: l'imprevidibilità. Pagonel e Brynn però si accorsero della presenza dello spirito della Voce di Dio e il monaco Jhesta Tu, incuriosito dalla vicenda, sottopose Merwan Ma ad una notte di interrogatorio e riuscì a scoprire la verità: il Condottiero Chezru usava e possedeva una sacrilega pietra magica abellicana e la miracolosa Trascendenza, collante della religione yatol, consisteva solamente nella possessione di un neonato.
Grazie alle informazioni fornite dal condottiero Chezru, Tohen bardoh riuscì a costringere l'esercito to-gai-ru a ripiegare verso ovest, verso il To-gai. Brynn, consapevole di non avere scampo anche nelle steppe, decise di difendere ad ogni costo la città di Dharyan in modo da infliggere pesanti perdite al nemico; nel frattempo Pagonel e Merwan Ma abbandonarono l'esercito del to-gai e si diressero verso Jacintha. Qui fecero irruzione nel Chom Deiru, il palazzo del Condottiero Chezru, e dinanzi a tutti gli yatol smascherò la frode perpetuata nei secoli da Yakim Douan: Merwan Ma rivelò la verità a costo della vita. Convinti dalle parole dei due, i preti yatol uccisero con ventitré coltellate Yakim Douan. L'assedio di Dharyan fu immediatamente sospeso, per evitare che un'eventuale vittoria permettesse a Tohen Bardoh di occupare il vuoto di potere creatosi, e fu intavolato un trattato di pace con i to-gai-ru. Mentre il Behren si dissolveva nel caos e nelle guerre intestine, il To-gai si riunificava in uno stato libero e indipendente.

## Personaggi principali
- Brynn Dharielle
- Belli'mar Juraviel
- Pagonel
- Yakim Douan